# Christine-Lavant-Statue
Die Christine-Lavant-Statue ist eine lebensgroße Skulptur der Dichterin Christine Lavant (1915–1973), die von der österreichischen Bildhauerin Hortensia in den Jahren 2015–2016 geschaffen wurde. Sie ist seit 28. Juni 2024 am Christine Lavant - Platz in St. Stefan im Lavanttal zu sehen.

## Geschichte

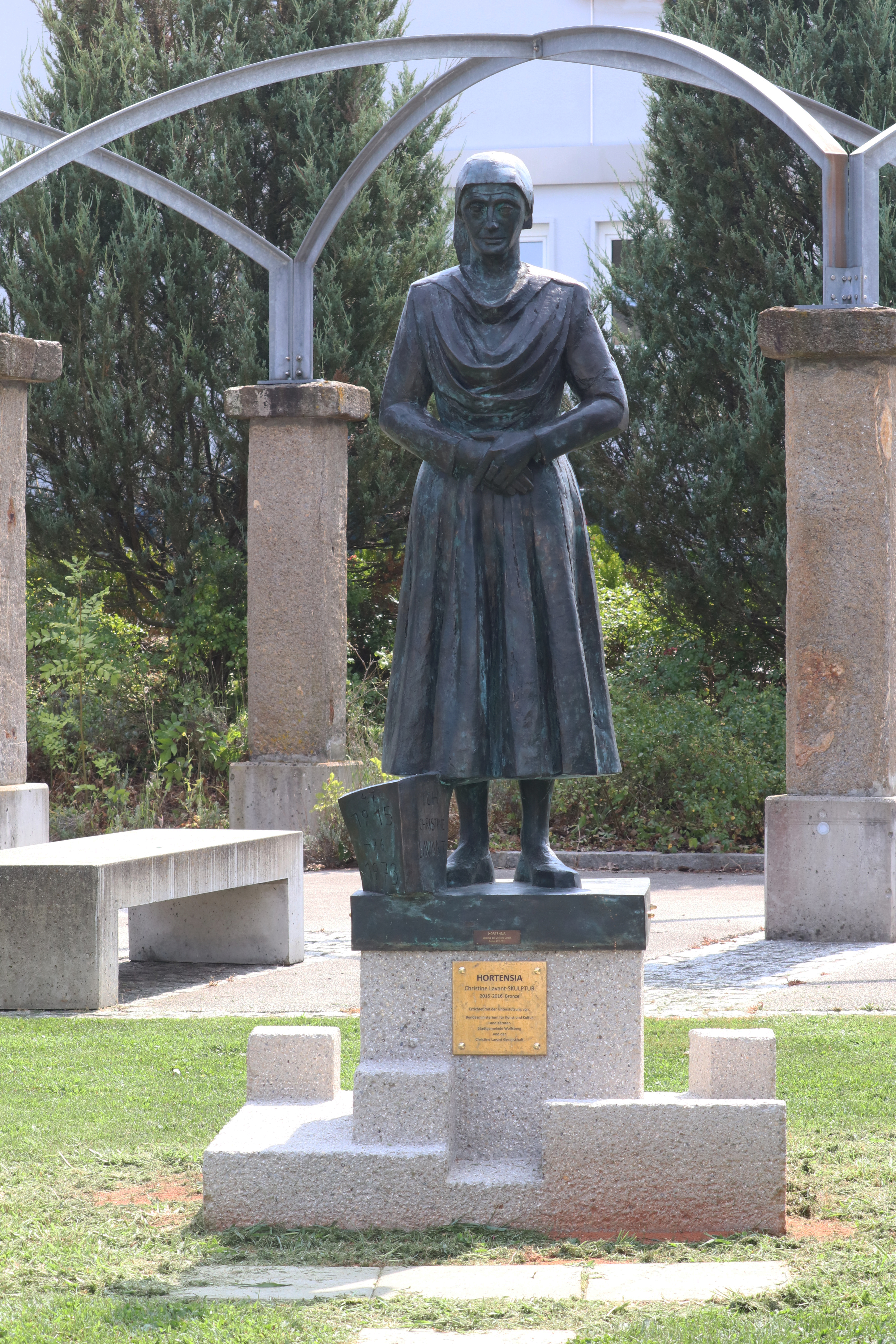
Christine Lavant-Denkmal der Bildhauerin Hortensia in St. Stefan (Gemeinde Wolfsberg)

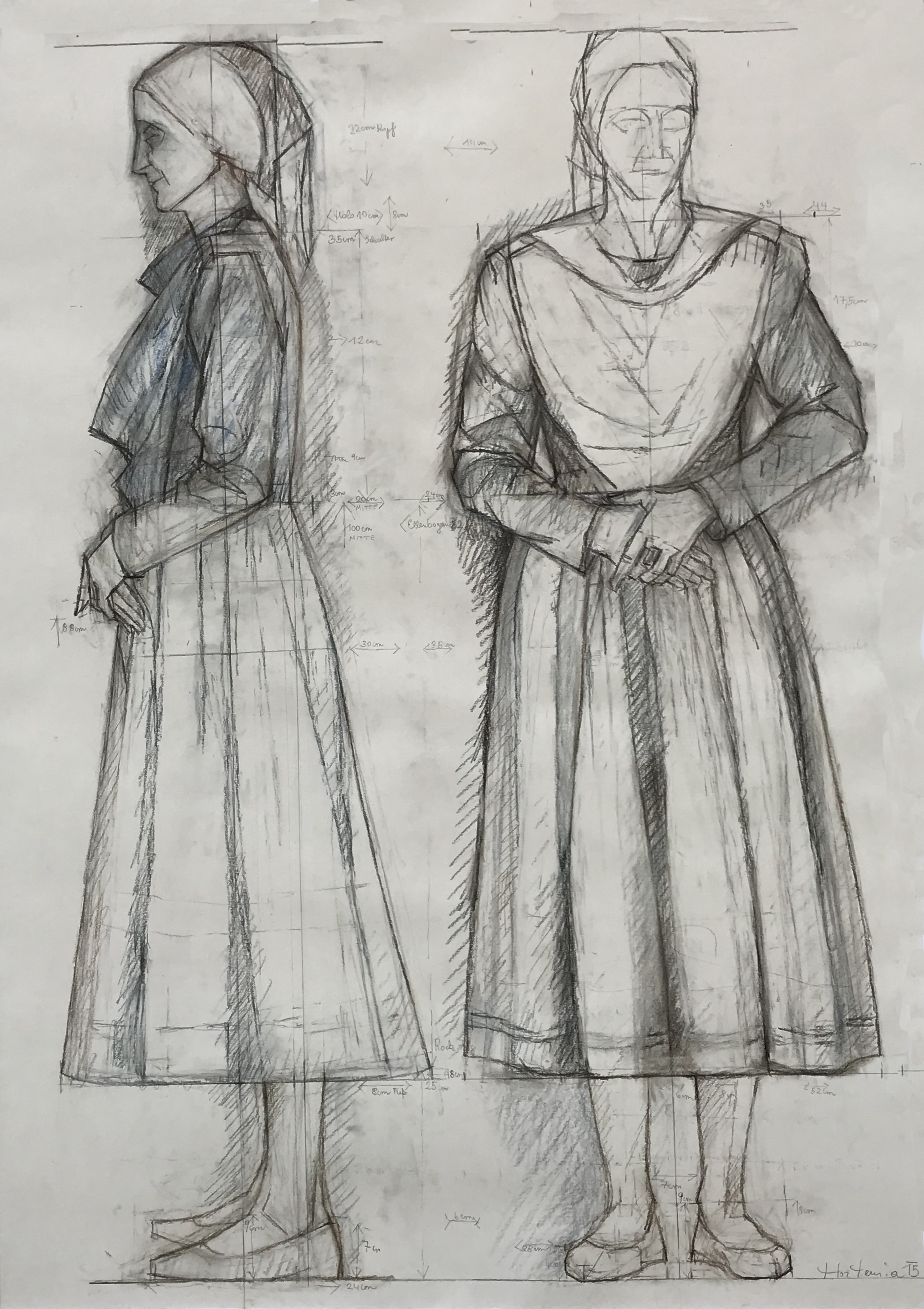
Studie zur Christine-Lavant-Statue

Auf Vorschlag der Nachkommen sollte anlässlich des 100. Geburtstages von Christine Lavant ein Denkmal der Dichterin geschaffen werden. Die Bildhauerin Hortensia wurde deswegen im Jahr 2014 kontaktiert. 2015 präsentierte sie einen Entwurf, die Kleine Skulptur der Christine Lavant. Im gleichen Jahr begann sie, angeregt durch Lesungen anlässlich des 100. Geburtstages, mit der Arbeit an der Skulptur, die 2016 abgeschlossen wurde. Im Frühjahr 2017 wurde die Skulptur in Bronze gegossen und am 24. Juni 2017 der Öffentlichkeit im Skulpturenhaus Hortensia präsentiert („Feier der großen Bronzeskulptur“).
Die Skulptur wurde 2023 erstmals im Rahmen der Ausstellung Der Atem der Bronze im Werner-Berg-Museum öffentlich ausgestellt. Am 28. Juni 2024 wurde die Skulptur am Geburtsort der Dichterin in St. Stefan im Lavanttal am Christine-Lavant-Platz im Rahmen einer großen Festveranstaltung von Landeshauptmann Peter Kaiser enthüllt.

## Beschreibung
Die Christine-Lavant-Statue hat eine Höhe von 1,72 Metern und ist aus Bronze gegossen. Die Statue zeigt Christine Lavant in aufrechter Stellung mit ihrem typischen Kopftuch. Ihre linke Hand trägt den Ehrenring, der ihr anlässlich der Verleihung des Großen Österreichischen Staatspreises für Literatur im Jahr 1970 überreicht wurde.

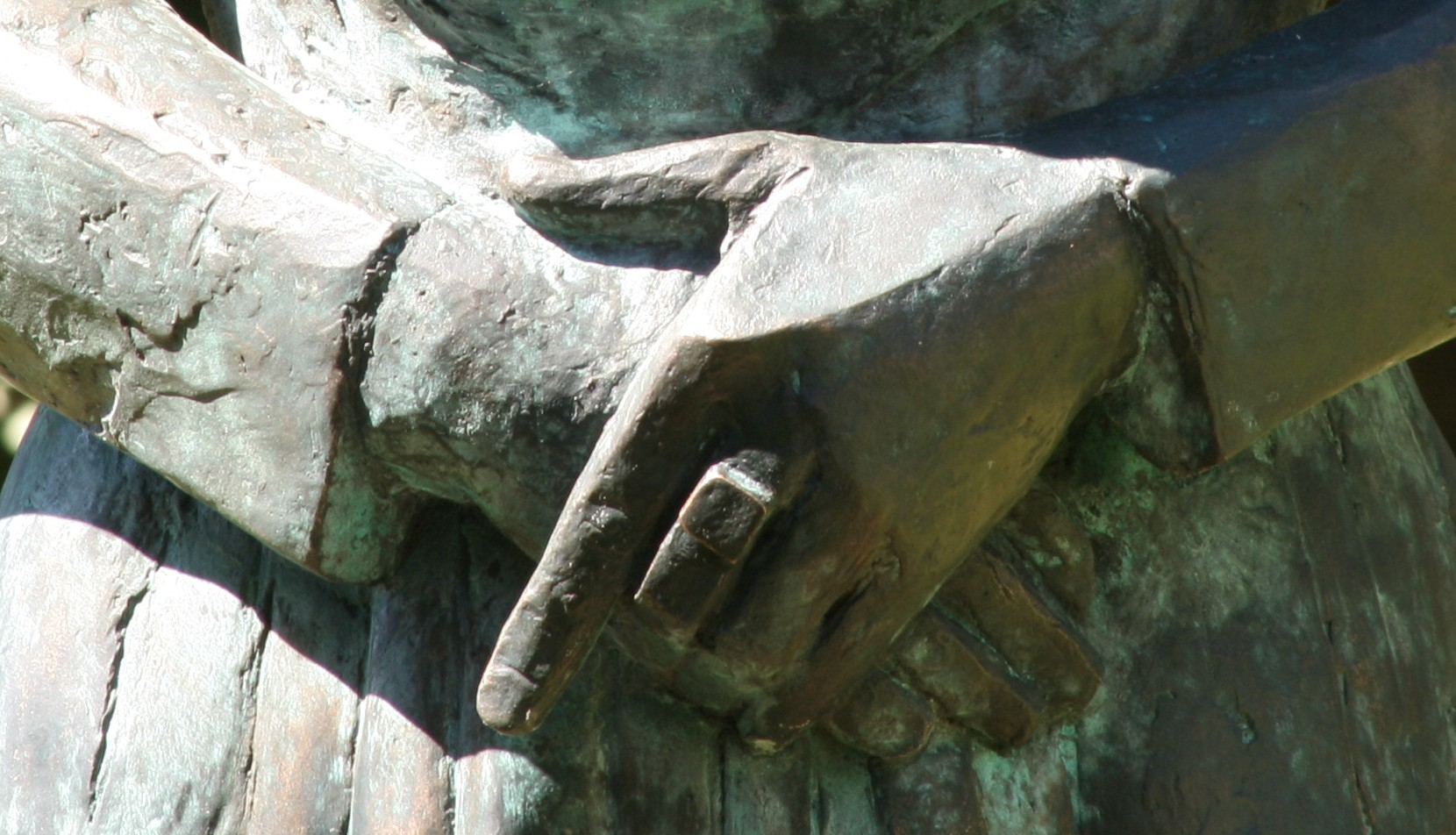
Detail mit dem Ehrenring

An der Vorderseite des Sockels ist am vorderen Umschlag eines aufgeschlagenen Buches die Inschrift „Ich, Christine Lavant“ zu sehen, auf der Rückseite sind die Lebensdaten der Dichterin eingraviert.
Mag. Georg Fejan, damaliger Bezirkshauptmann von Wolfsberg, sagte anlässlich der Präsentation am 24. Juni 2017 über das Werk: „... Eine Skulptur, dem erkennenden Schauen gewidmet, schafft eine neue, eine zusätzliche Dimension. Es gibt ein Dahinter, ein Umkreisen, Perspektiven, eine Lebendigkeit in gleichzeitig vollendeter Starre, Gedanken, Gedenken und Bedenken der Ewigkeit. Sie steht meist im freien Raum, lebt mit den Elementen. Sie wird auch dort gefunden und entdeckt, wo sie vielleicht gar nicht gesucht wurde. Die Künstlerin Hortensia begann mit den Arbeiten an der Skulptur der Christine Lavant 2015, im Jubiläumsjahr der Dichterin, befeuert durch eine Lesung im Heimatort der Christine Lavant St. Stefan, im Eindruck der Worte der Dichterin Christine Lavant. Heute finden wir diese Skulptur vor, vollendet in Form und Symmetrie, in der Tradition des Schaffens der Hortensia, die Skulptur, die Figur spricht zu uns und für sich selbst. Sie war ja immer da.“

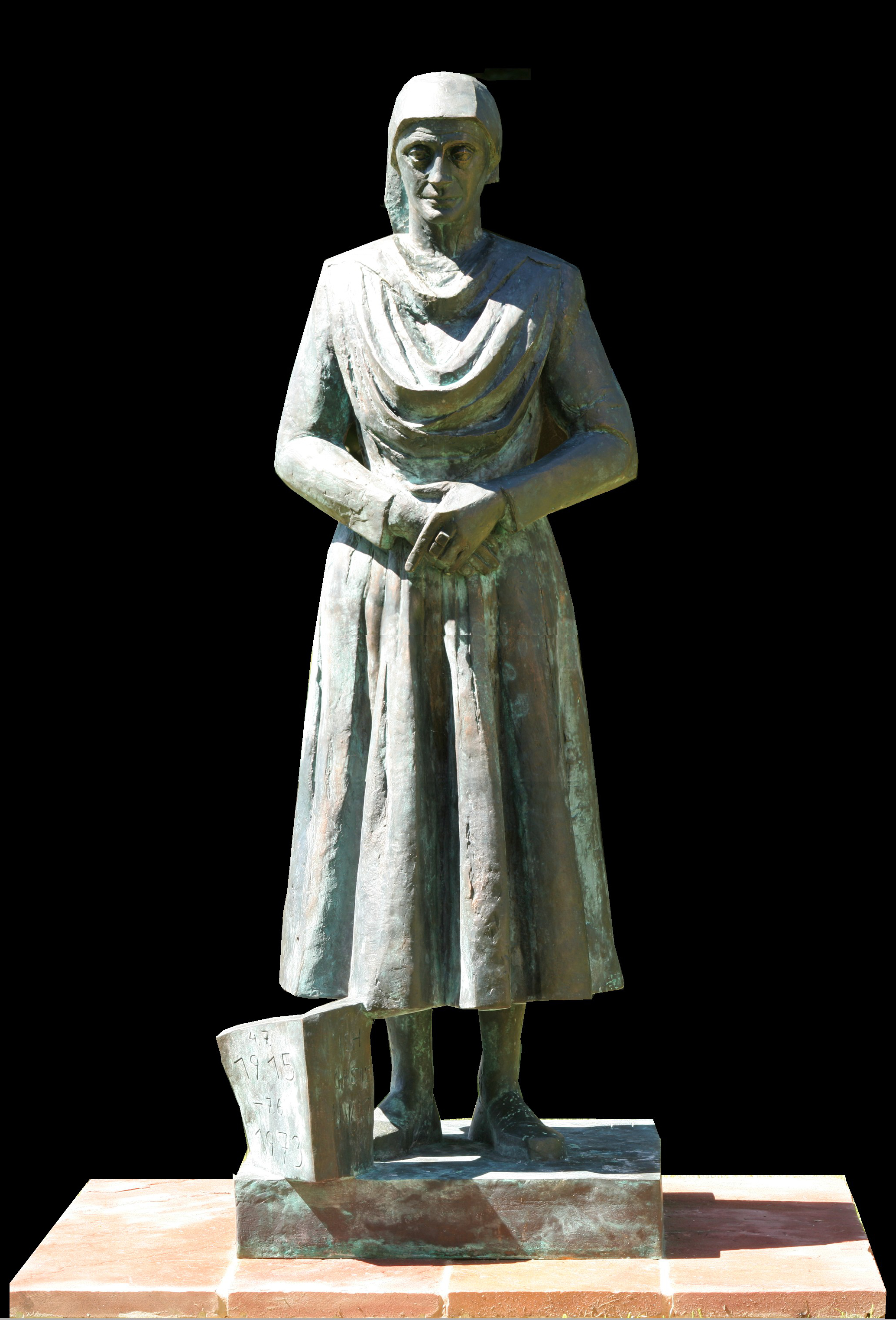
Skulptur von vorne
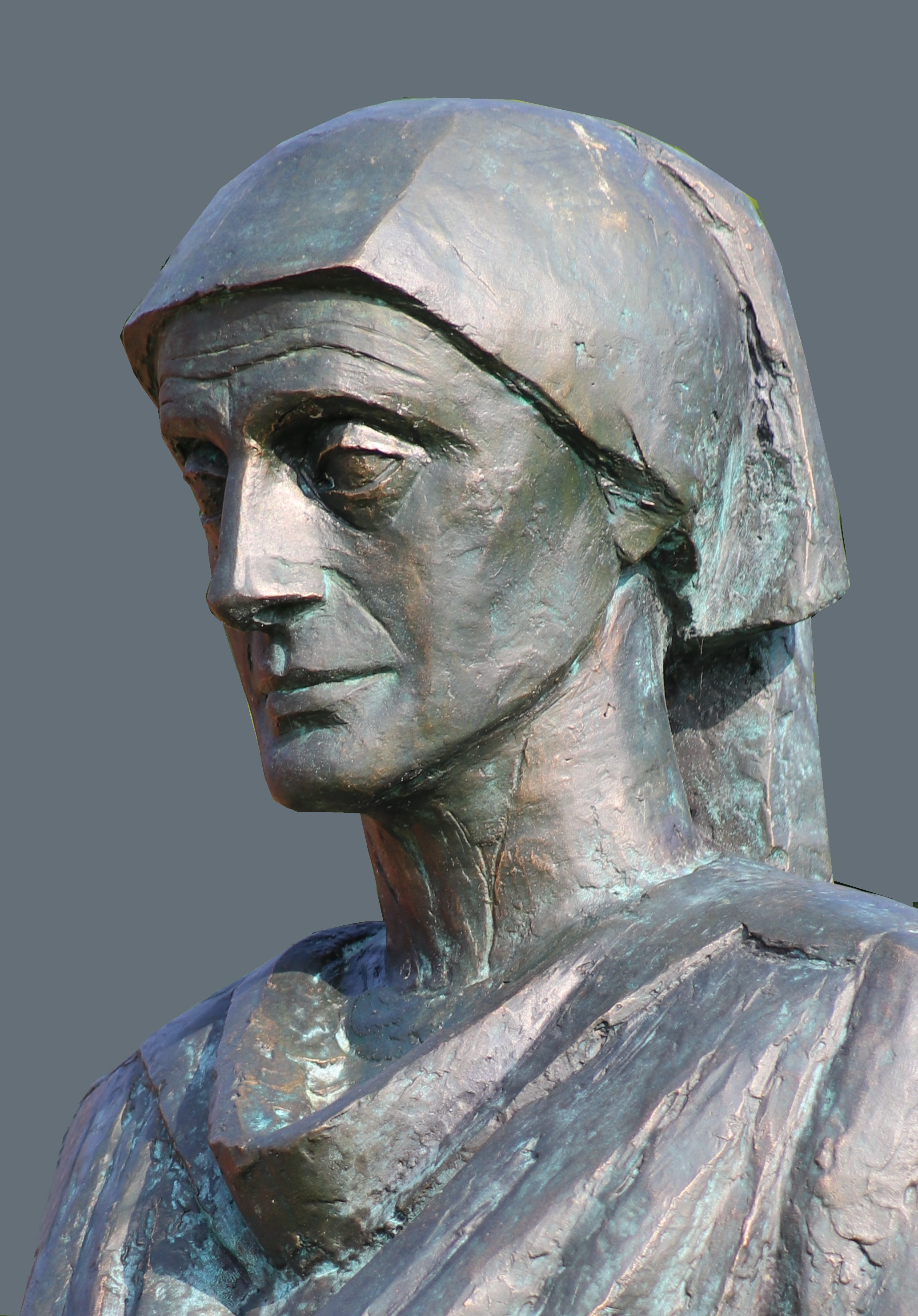
Kopfdetail
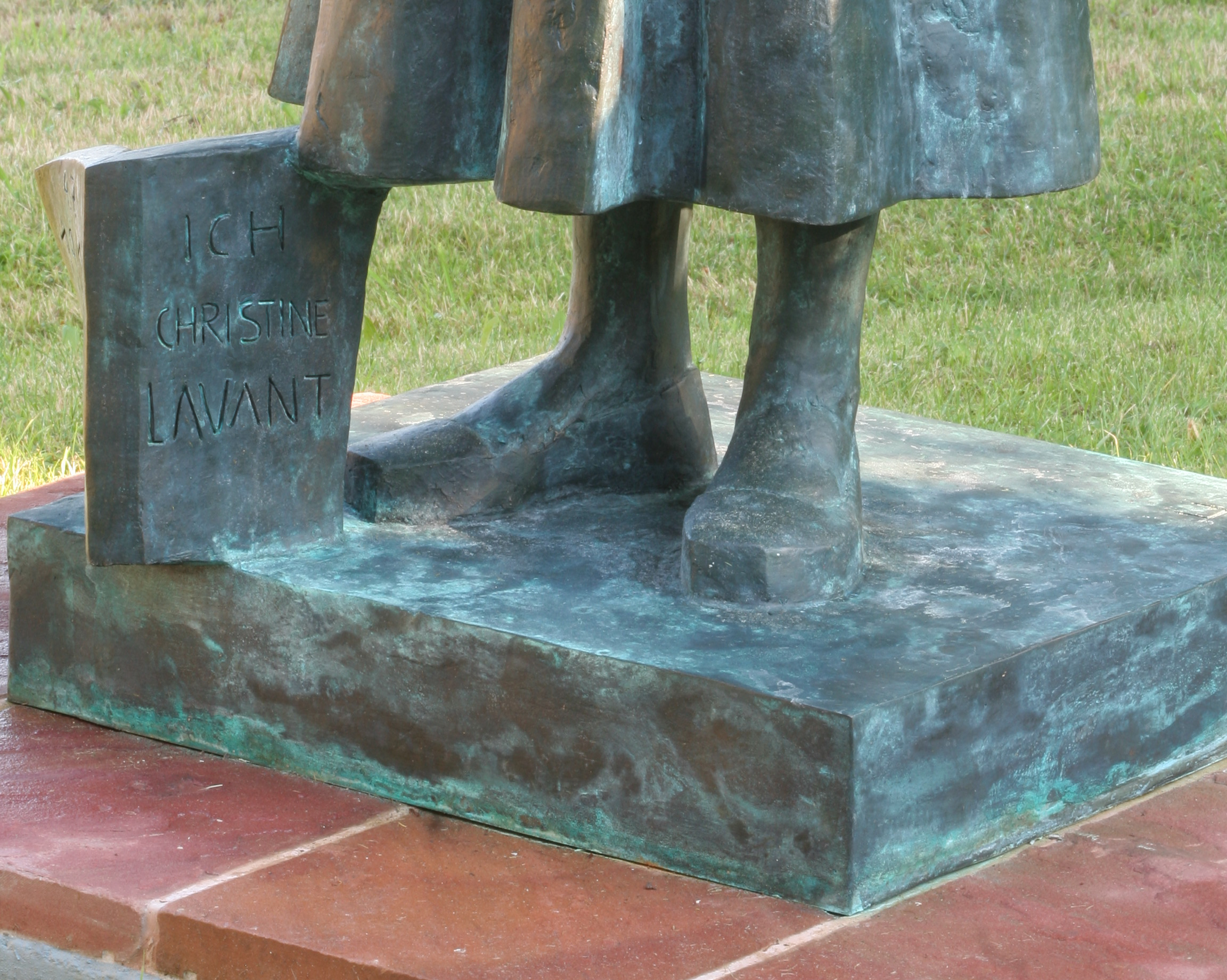
Inschrift
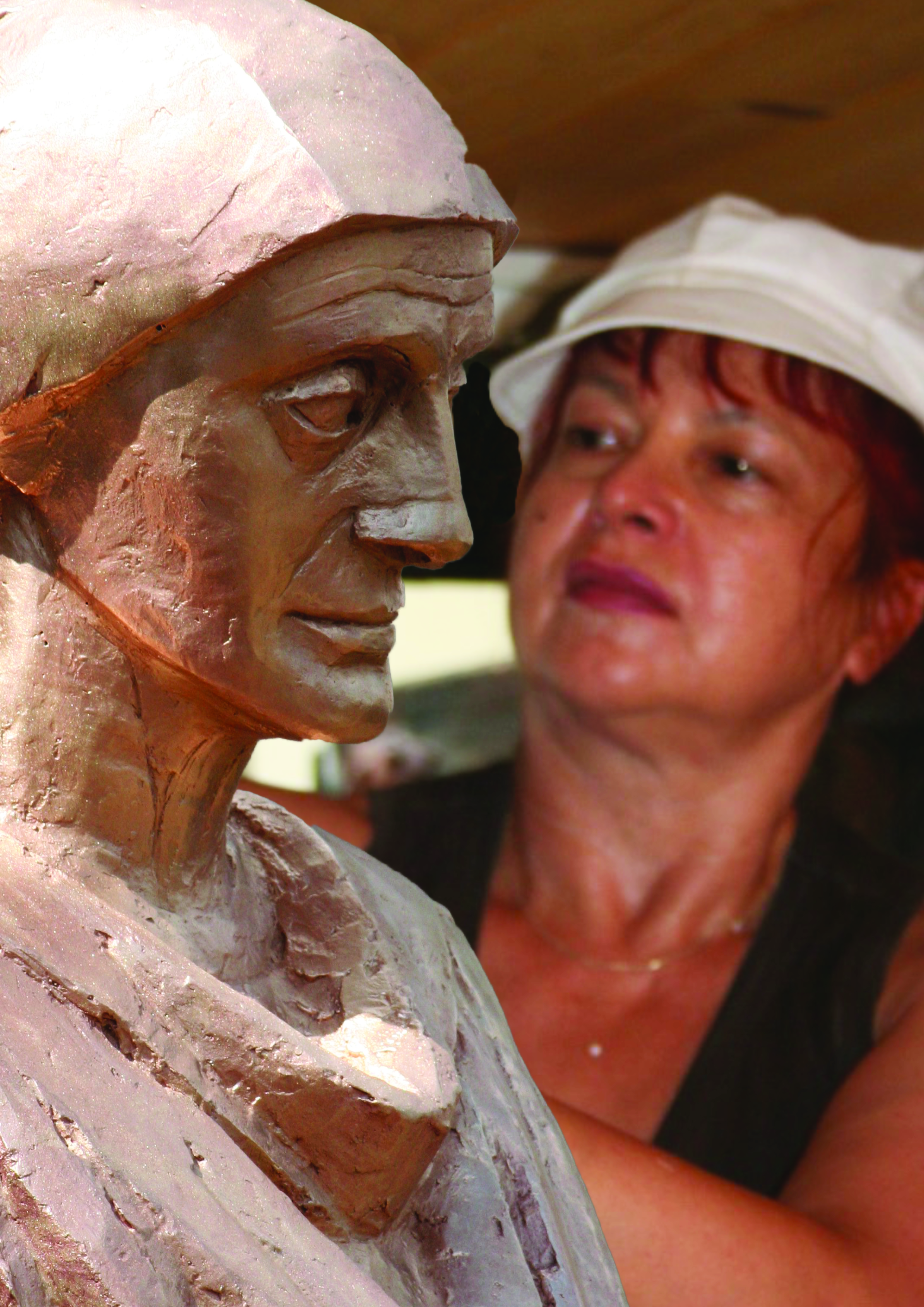
Die Bildhauerin Hortensia
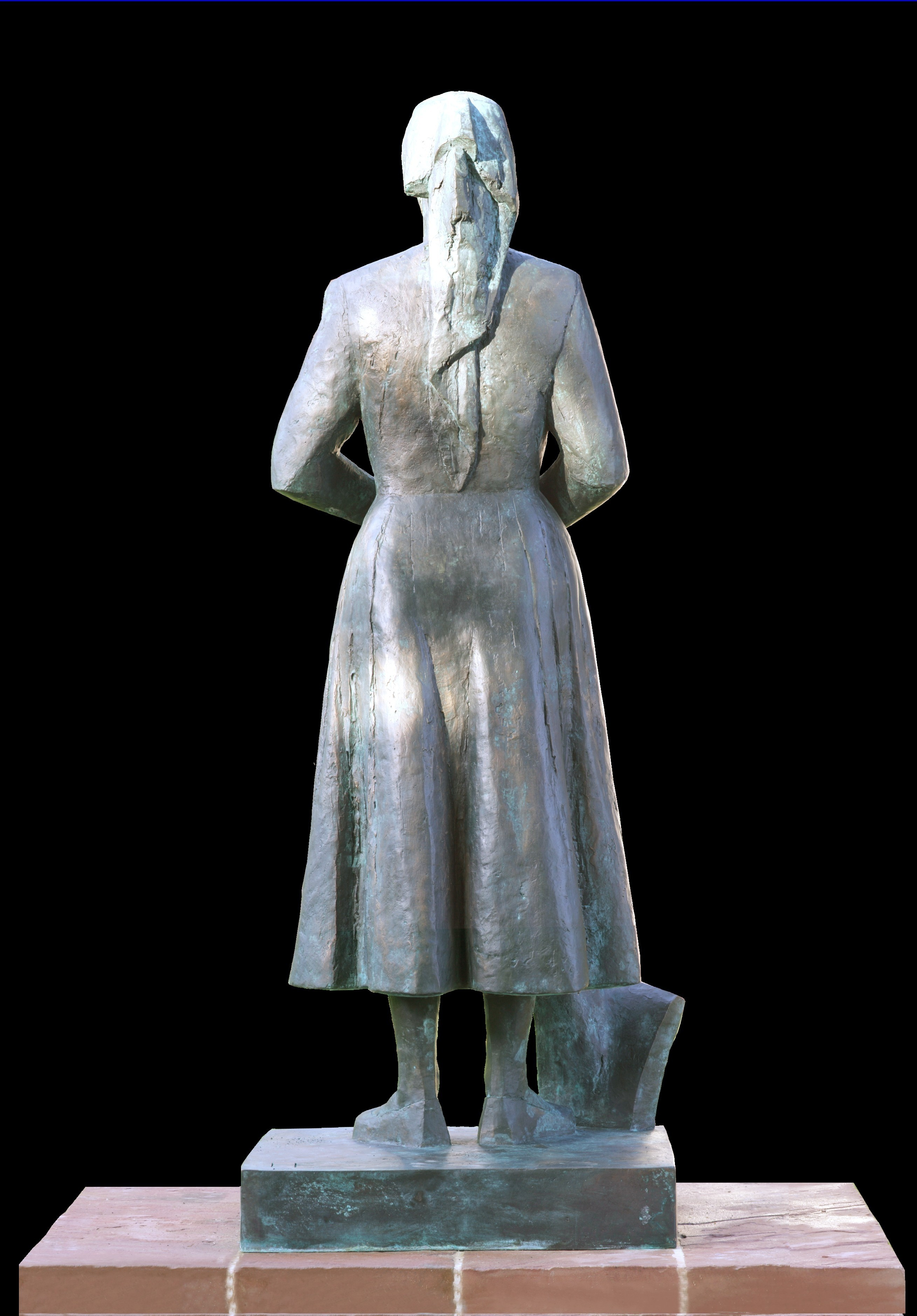
Rückansicht